# София, инфанта Испании
Софи́я де То́дос лос Са́нтос де Бурбо́н Орти́с Испа́нская (род. 29 апреля 2007, Мадрид) — инфанта испанская, младшая дочь короля Испании Филиппа VI и его супруги Летисии, внучка короля Хуана Карлоса I. Младшая сестра принцессы Леонор. Занимает второе место в наследовании трона Испании.

## Биография
Инфанта София родилась в 16:50 29 апреля 2007 года в Международной клинике в Мадриде с помощью кесарева сечения. При рождении вес инфанты составлял 3,3 кг, рост — 50 см. Её стволовые клетки из пуповины, как и клетки её сестры, были заморожены и переданы в один из европейских банков крови. Своё имя она получила в честь бабушки, королевы Софии, урождённой принцессы Греческой и Датской. Крещения инфанты прошли 15 июля во дворце Сарсуэла кардиналом Антонио Роуко Варела. Её крёстными стали Палома Рокасолано, бабушка со стороны матери, и болгарский принц Константин Асен, князь Видинский.
С 2010 года по 2023 год училась в школе Санта-Мария дес Росалес, где также училась её сестра принцесса Леонор и учился её отец.
17 мая 2017 года прошло её Первое Причастие по католическому обычаю.
В августе 2023 года было объявлено, что инфанта София поступила в Атлантический колледж (Уэльс), где завершила обучение спустя  два года.